# Quadrifoglio Verde (Alfa Romeo)

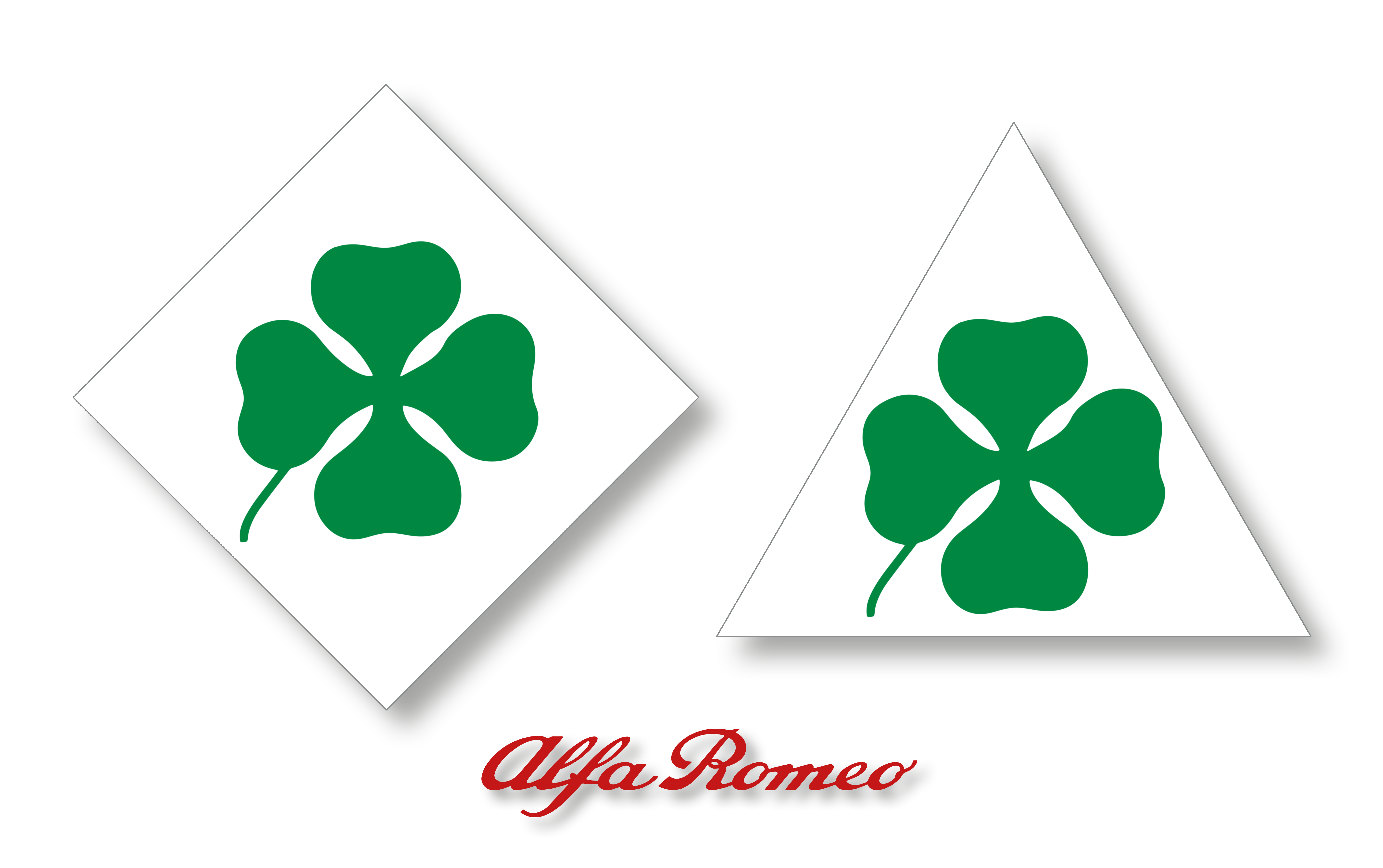
Das „Quadrifoglio Verde“ in beiden Ursprungsversionen

Das „Quadrifoglio Verde“ ist ein Markenzeichen des italienischen Autoherstellers Alfa Romeo, das in seiner Urform auf die Werksrennwagen – und später auf eine leistungsgesteigerte Serie, beziehungsweise die Rennsportversion eines bestimmten Modells hinweist, ähnlich dem M-Emblem von BMW. „Quadrifoglio“ ist das italienische Wort für vierblättriges Kleeblatt, „Verde“ bedeutet grün.
Der/Das Quadrifoglio wurde normalerweise an den Flanken des Autos über oder hinter den Vorderrädern angebracht – bei modernen Fahrzeugen an den Kotflügeln. Das Logo besteht in seiner aktuellen Version aus einem vierblättrigen, heraldisch stilisierten grünen Kleeblatt auf einem weißen Dreieck.

## Geschichte
Das Symbol erschien 1923 zum ersten Mal auf einem der vier Alfa Romeo RL, die von Giuseppe Merosi speziell für die Targa Florio in Sizilien vorbereitet wurden. Die Targa Florio galt zu dieser Zeit als einer der prestigeträchtigsten Automobilwettbewerbe.
Alfa Romeo hatte bis dahin zwar einige Klassensiege errungen und kleinere Wettbewerbe gewonnen, und an das Team wurden hohe Erwartungen gestellt, aber infolge von Unerfahrenheit – und manchmal einfach nur durch Pech – hatte Alfa noch kein großes internationales Rennen gewonnen.
Für die Targa Florio 1923 präparierte Merosi also vier Autos und vertraute sie Antonio Ascari, Enzo Ferrari, Giulio Masetti und Ugo Sivocci an. Sivocci, Ferraris Entdecker, Freund und Mentor, war ein Pilot mit großer Erfahrung und technischer Kompetenz, hatte jedoch bei seinen Einsätzen oft kein Glück und galt als „l’eterno secondo“ (italienisch für „der ewige Zweite“). Um Unglück abzuwehren, hatte Sivocci neben dem Kühlergrill seines Autos ein weißes Quadrat gemalt, auf dem ein grünes vierblättriges Kleeblatt stand. Das überraschende Ergebnis des Teams bei dieser Targa Florio auf der Strecke in Madonie legte den Grundstein für den Quadrifoglio-Kult bei Alfa Romeo.

### Targa Florio (1923)

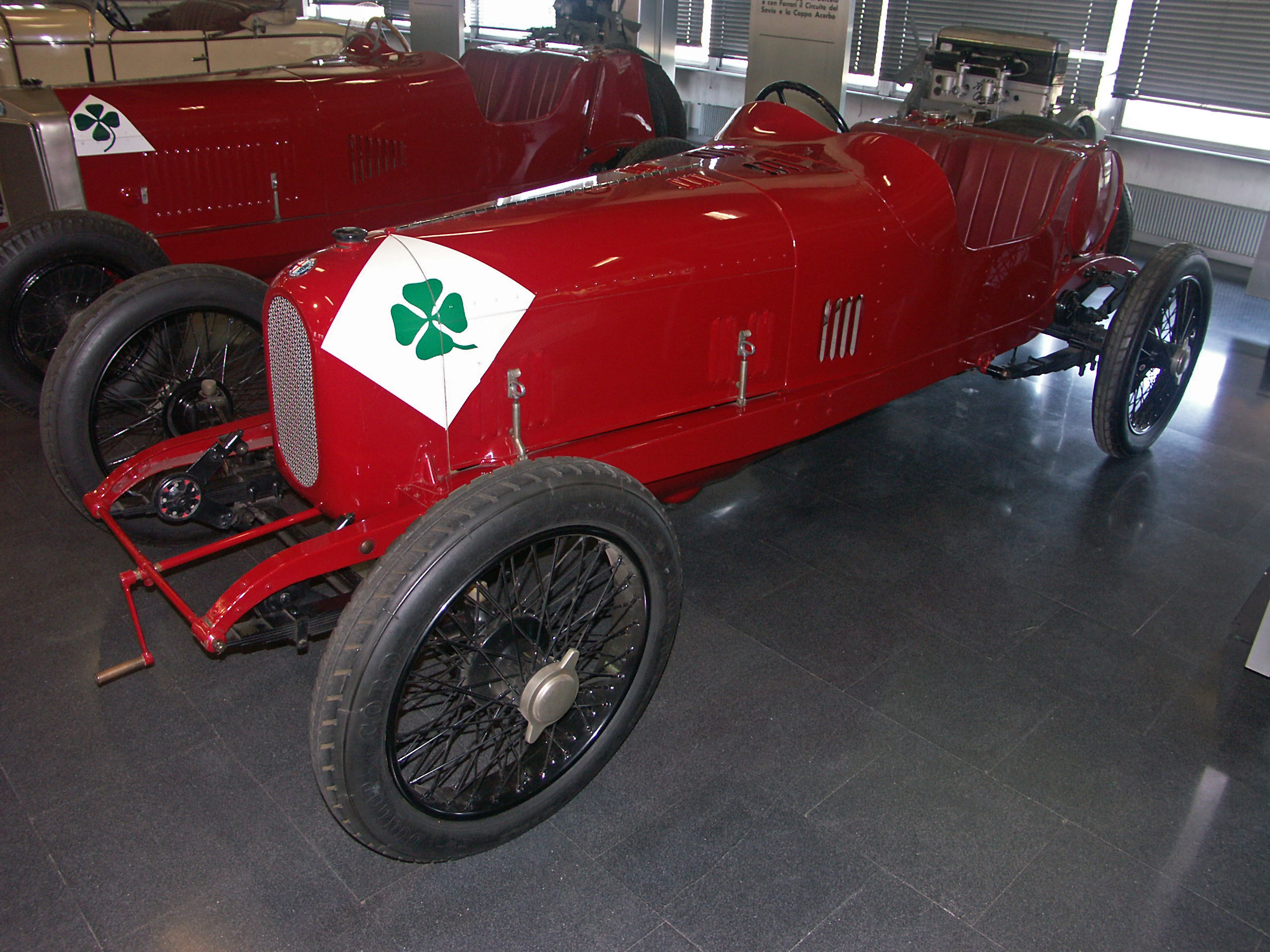
Alfa Romeo RL Targa Florio von Ugo Sivocci

Gegen Ende des Rennens beschränkten sich die Siegchancen auf das führende Trio, bestehend aus Ascari und Sivocci, gefolgt von Minoia auf einem Steyr VI Klausen Sport. Nur zweihundert Meter vor dem Ziel ging der Motor von Ascaris Alfa RL aus. Ascaris Vorsprung ermöglichte es seinen Mechanikern, rechtzeitig zu der Stelle zu kommen, an der sein Wagen liegen geblieben war, um den Motor neu zu starten. In ihrer Euphorie (und in Erwartung des sicheren Sieges) stiegen sie alle ein, um mit Ascari die Ziellinie zu überqueren, was jedoch zu einer Disqualifikation führte. Also kehrte Ascari zu dem Punkt zurück, an dem er sein Auto angehalten hatte, und legte den letzten Teil der Strecke erneut zurück. Er wurde Zweiter hinter Sivocci, der inzwischen als Sieger die Ziellinie überquert hatte und Alfa Romeo den ersten internationalen Sieg bescherte. Von da an zierte das Emblem als „Glücksbringer“ alle Werksrennwagen von Alfa Romeo.
Wie eine selbsterfüllende Prophezeiung, die die Bedeutung des Quadrifoglio zu bestätigen scheint, verunglückte Sivocci einige Monate später, am 8. September 1923, beim Training zum 1. Grand Prix von Europa in Monza mit seinem Alfa Romeo P1 tödlich. Durch Komplikationen beim Lackieren des Wagens fehlte das Quadrifoglio auf dem Wagen mit der Startnummer „17“, jener Zahl, die in Italien ähnlichen Symbolcharakter hat wie die „13“ in Deutschland. Beides zusammen beeindruckte Fahrer, Mechaniker und Techniker in der gesamten Rennszene nachhaltig. In der Folge wurde die Nummer 17 keinem italienischen Rennwagen mehr zugewiesen.
Bei seinem Überraschungssieg (mit dem aufgemalten QV) hatte Sivocci ironischerweise die Startnummer 13, was ihn jedoch als Italiener nicht sonderlich störte, da für ihn die 17 eine „Unglücksnummer“ war. Bei seinem tödlichen Unfall war er also durch seinen fehlenden Glücksbringer und die Startnummer – aus seiner Sicht – gewissermaßen „doppelt belastet“. Das wird in zahlreichen Artikeln entweder nicht beachtet oder falsch interpretiert.

### Neuzeit

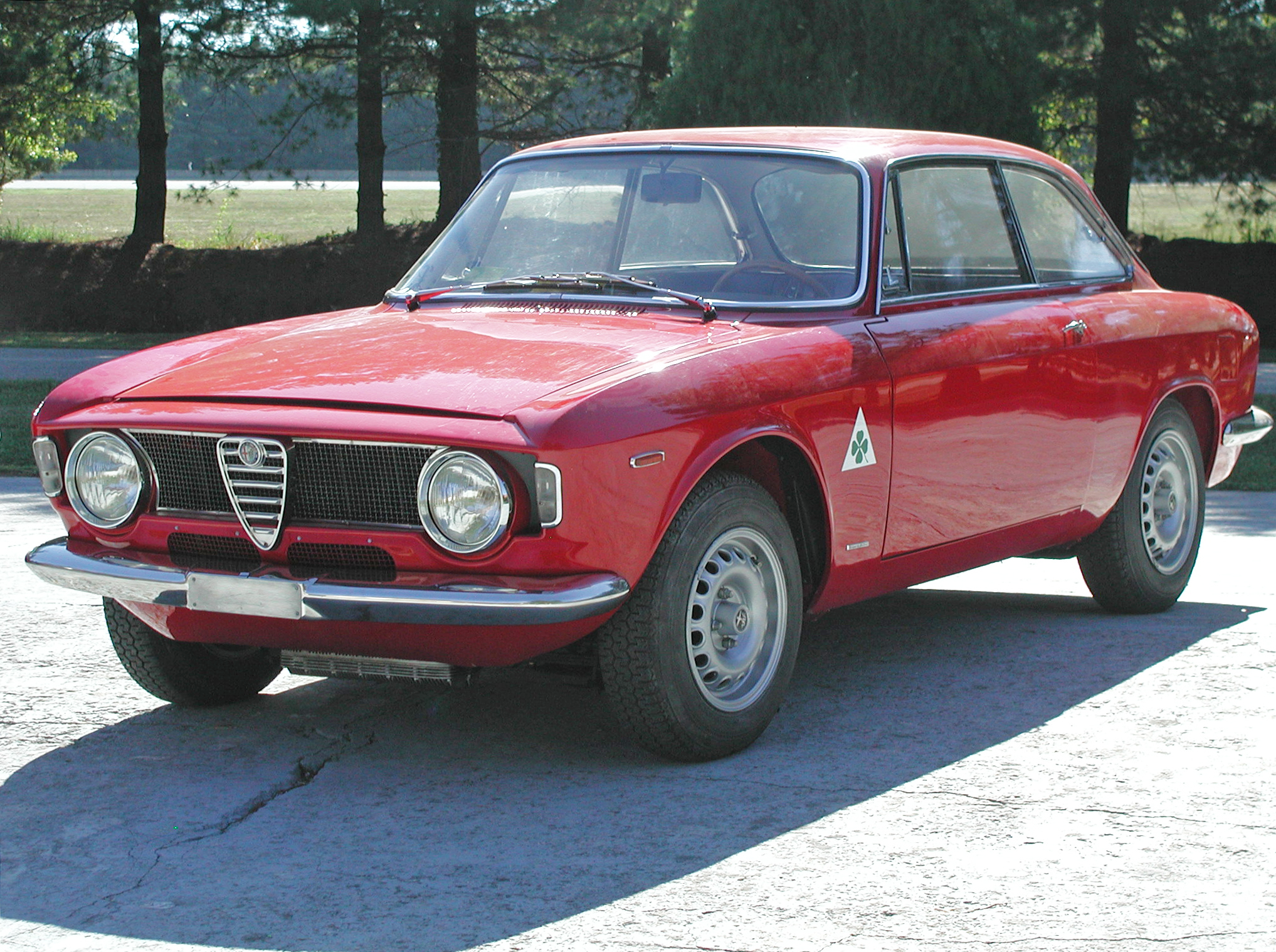
Alfa GTA

In den 1970/1980er Jahren verwendete die Rennabteilung von Alfa Romeo das Emblem (in teilweise modifizierter Form) auch auf ihren Formel-1-Fahrzeugen. Ab 2017 war das Quadrifoglio-Emblem am Heck des Ferrari-SF70H-Formel-1-Autos und auf den Rennoveralls von Kimi Räikkönen und Sebastian Vettel zu sehen. 2018 war es auch im Formel-1-Team von Alfa Romeo Sauber und ab 2019 auch bei Alfa Romeo Racing präsent.

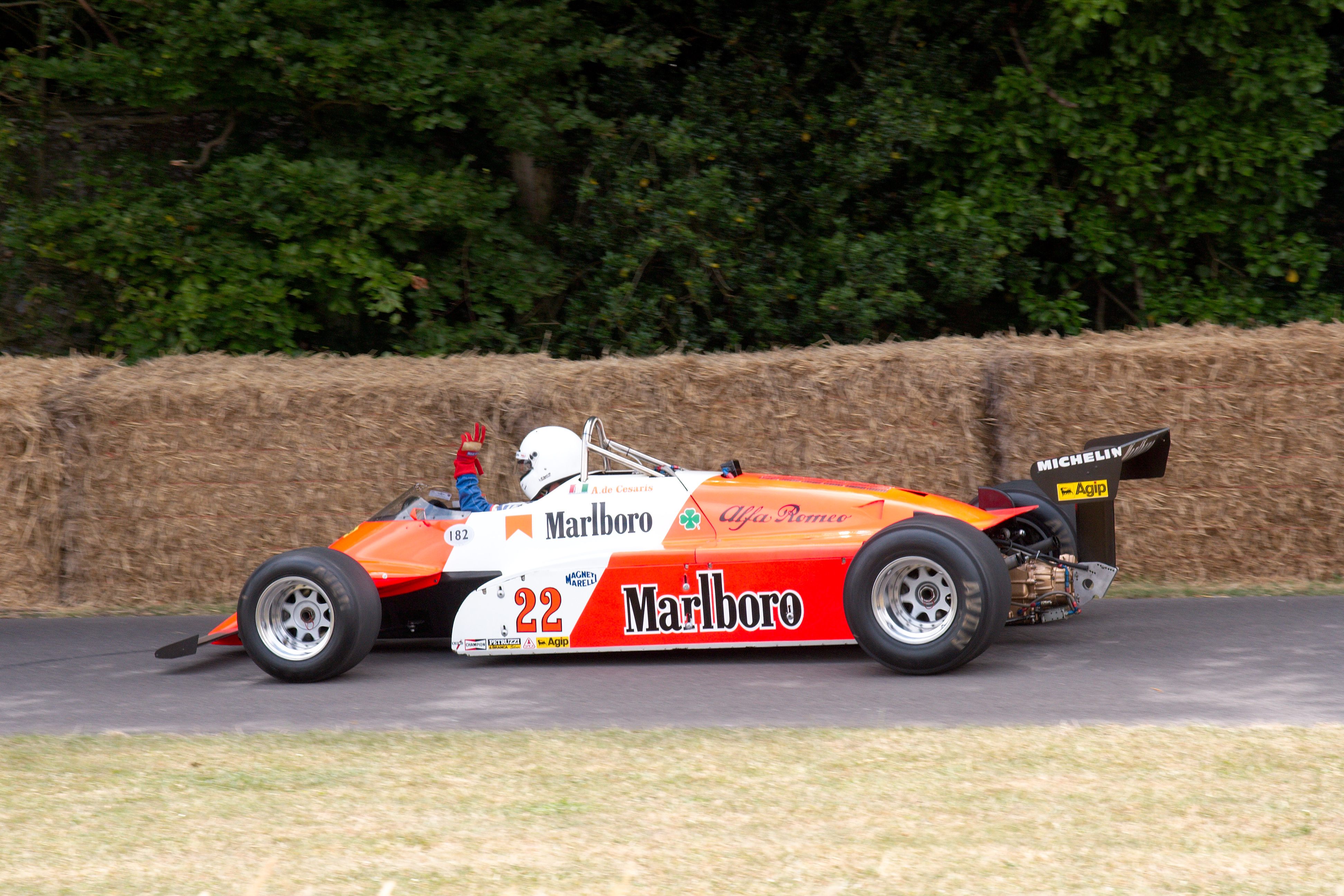
Alfa Romeo 182 (1982)
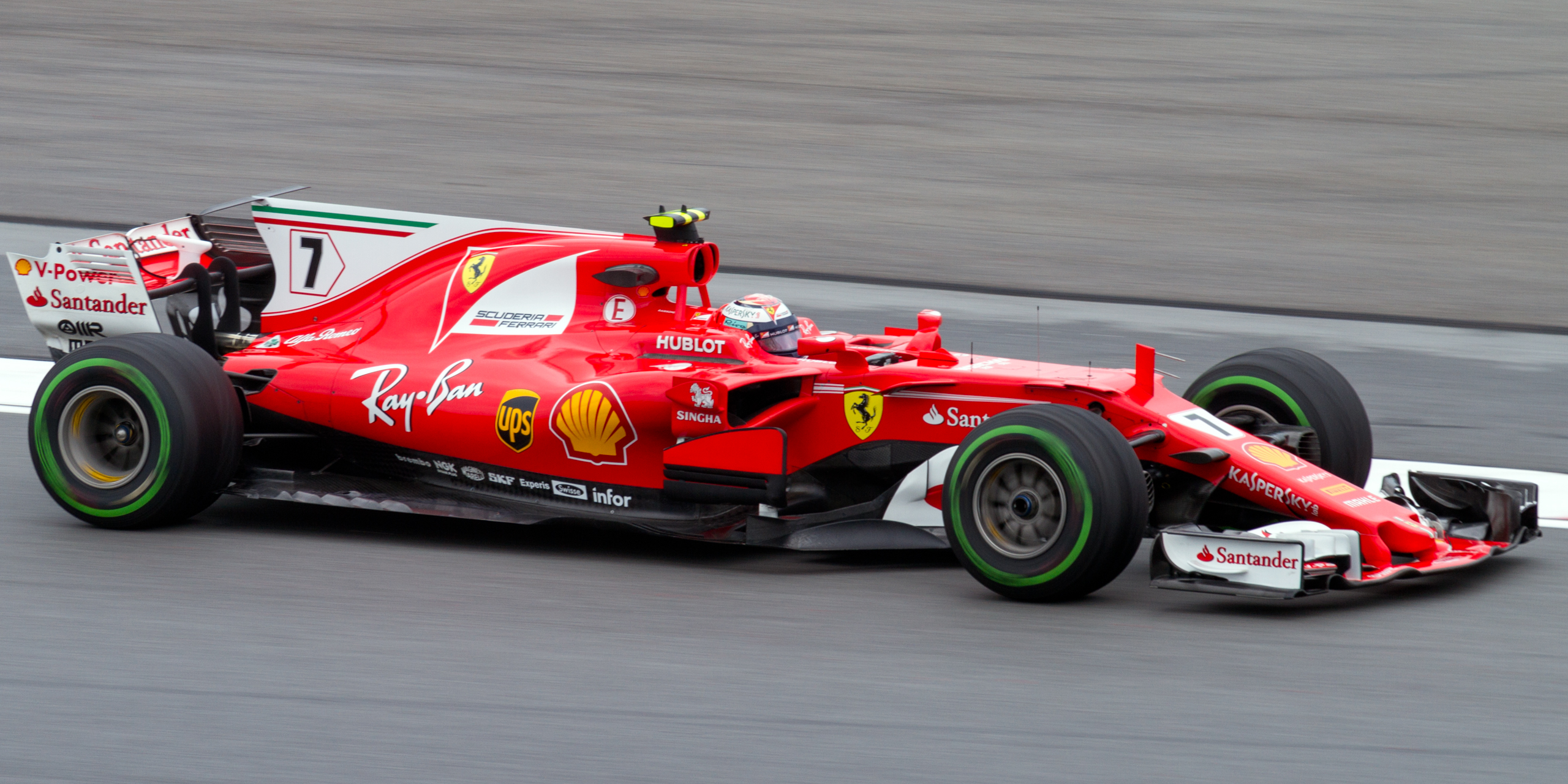
Ferrari SF70H (2017)
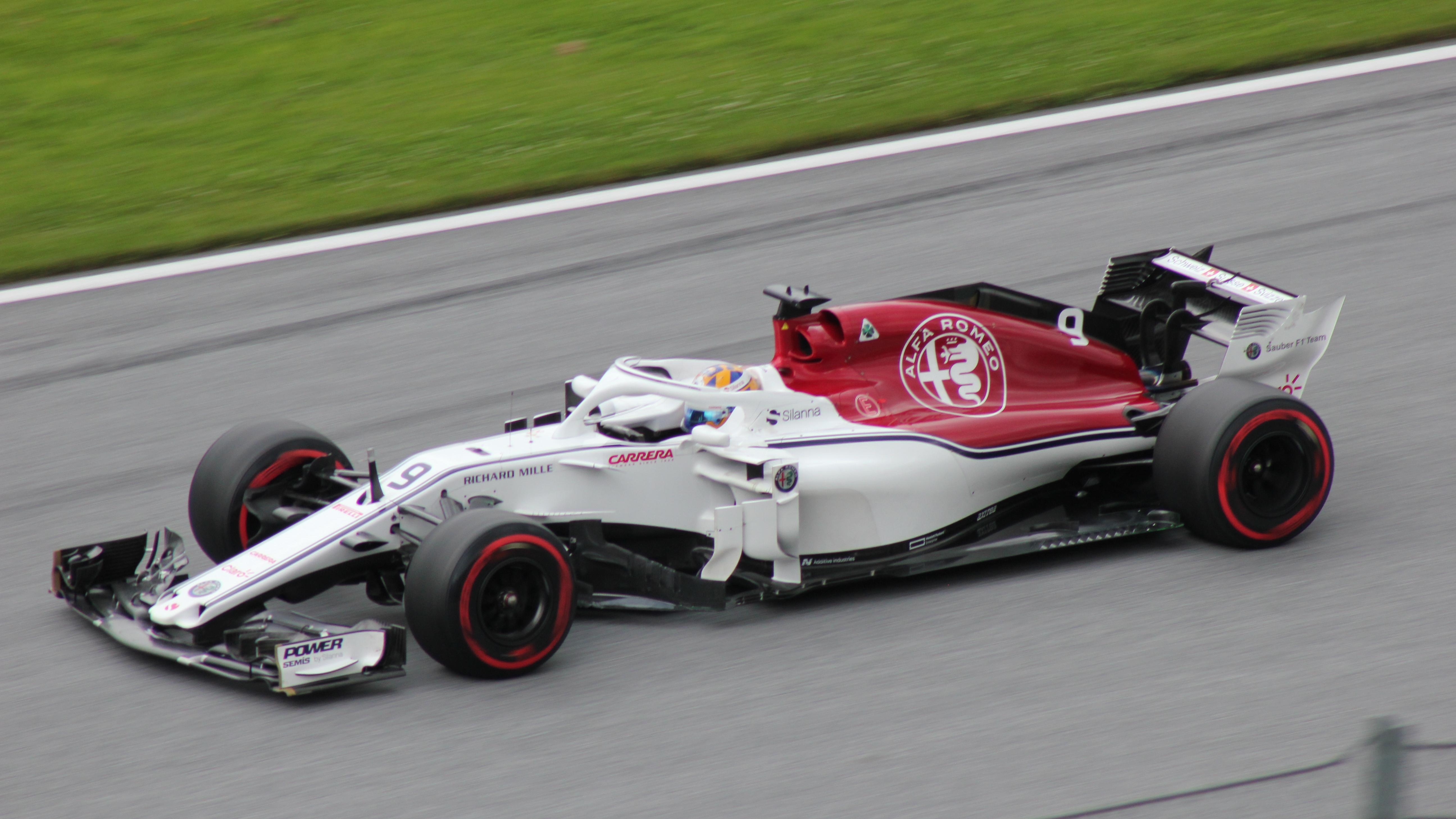
Sauber C37 (2018)
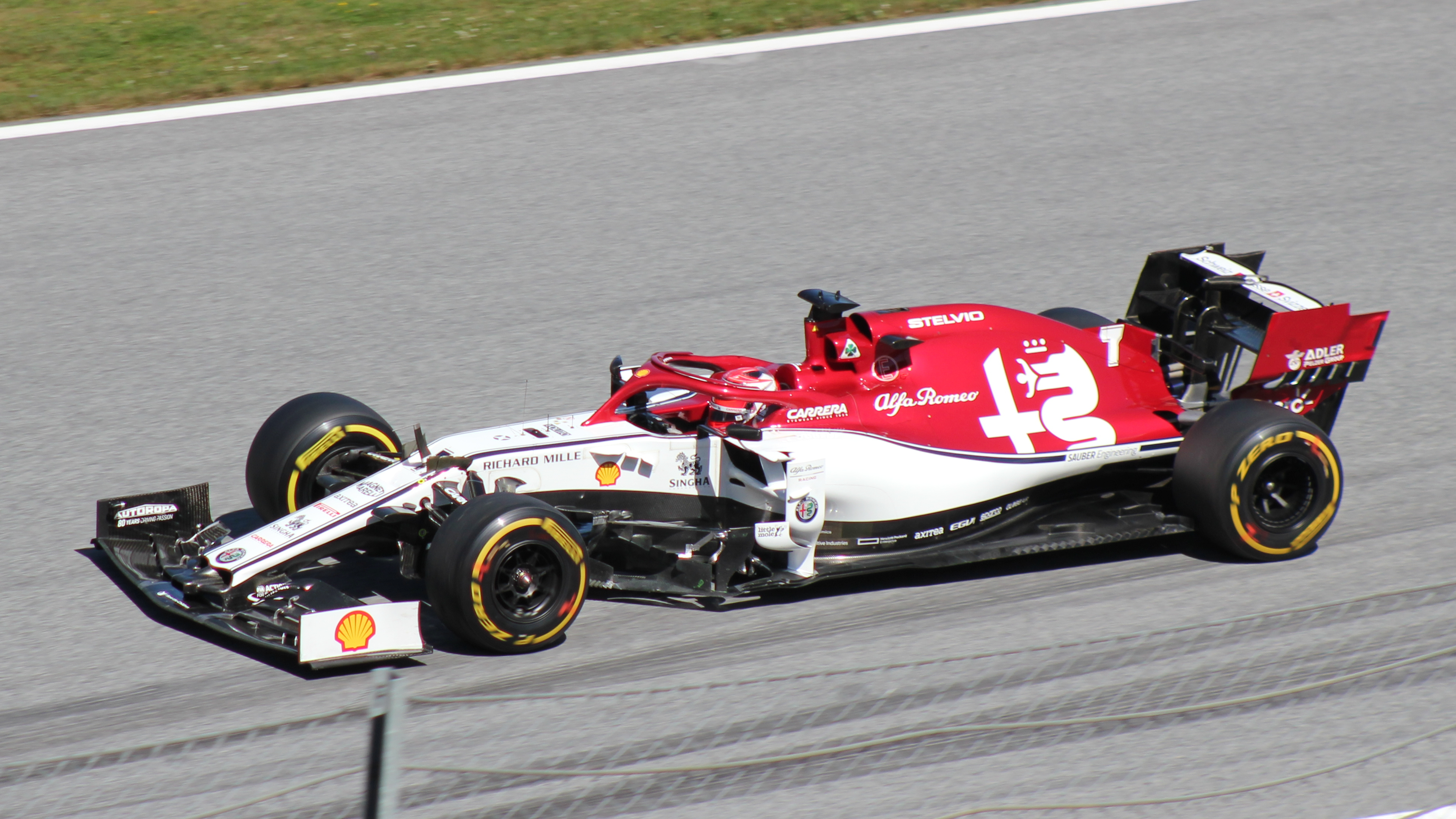
Alfa Romeo Racing C38 (2019)

## Das Design
In der ursprünglichen Version war das stilisierte grüne Kleeblatt auf einem auf der Spitze stehenden Quadrat platziert. Die vier Ecken standen für die vier Alfa-Werksfahrer Antonio Ascari, Ugo Sivocci, Giulio Masetti und Giuseppe Campari. Nach dem tödlichen Unfall von Sivocci wurde das Emblem verändert: Zur Erinnerung an Sivocci und als Zeichen dafür, dass er für Alfa unersetzlich ist, hat das Kleeblatt seit damals keine Raute mehr als Untergrund, sondern ein Dreieck. Das Emblem unterscheidet sich in der Ausführung, je nachdem, ob es an der linken oder rechten Fahrzeugseite angebracht ist: der Stiel des Blattes soll stets zum Fahrzeugheck zeigen.
Bis heute ist Quadrifoglio Verde ein Markenzeichen für die im Rennsport eingesetzten Fahrzeuge der Marke Alfa Romeo. Der frühere Werksrennstall Alfa Corse sowie die Rennwagenabteilung Autodelta übernahmen das Kleeblatt als Erkennungszeichen und Glückssymbol.

## Einsatz außerhalb des Rennsports

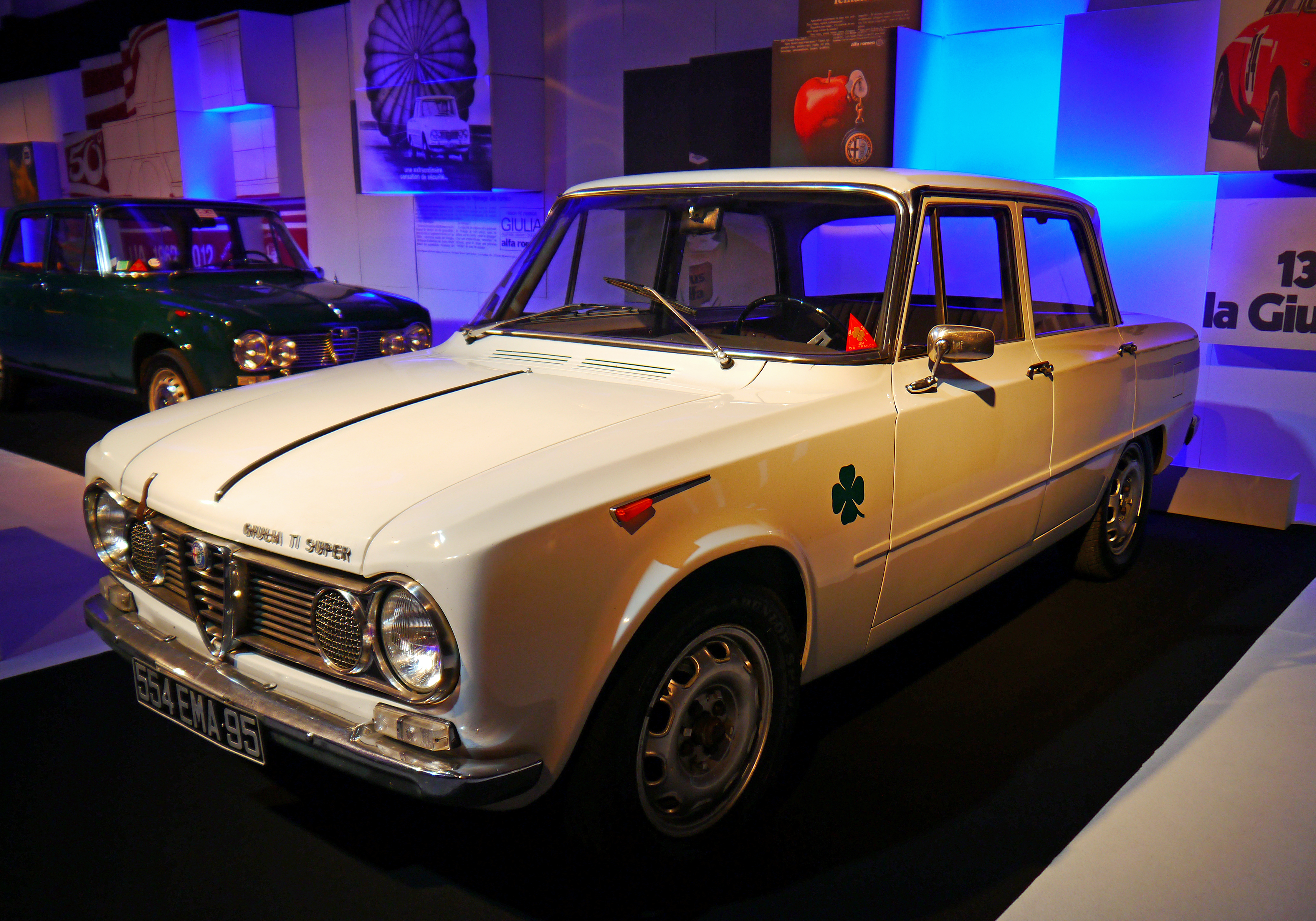
Alfa Romeo Giulia TI Super von 1964, das erste Serienfahrzeug, dass das „Quadrifoglio“ trug

Nach dem Zweiten Weltkrieg wurde das Quadrifoglio verwendet, um besonders sportliche Versionen der verschiedenen Alfa Romeo Typen zu kennzeichnen. Erstmals verwendet wurde das Logo auf der Giulia TI Super von 1963, auch Giulia Quadrifoglio genannt. Das war eine Variante der Giulia-Limousine, die zwar für den Rennsport entwickelt wurde, aber auch regulär in den Verkauf kam. Diese Version des Emblems zeigte das grüne vierblättrige Kleeblatt an den vorderen Kotflügeln, allerdings ohne Dreieck.
In den 1970er Jahren etablierte sich das Quadrifoglio Verde als Emblem jener Modelle, die mit dem stärksten Motor ausgestattet waren, und/oder eine andere sportliche Wertsteigerung aufwiesen. Es wird oft als QV abgekürzt. Die Alfasud, Sprint, 33, 75, 164 und 145 hatten alle Quadrifoglio-Verde-Versionen.

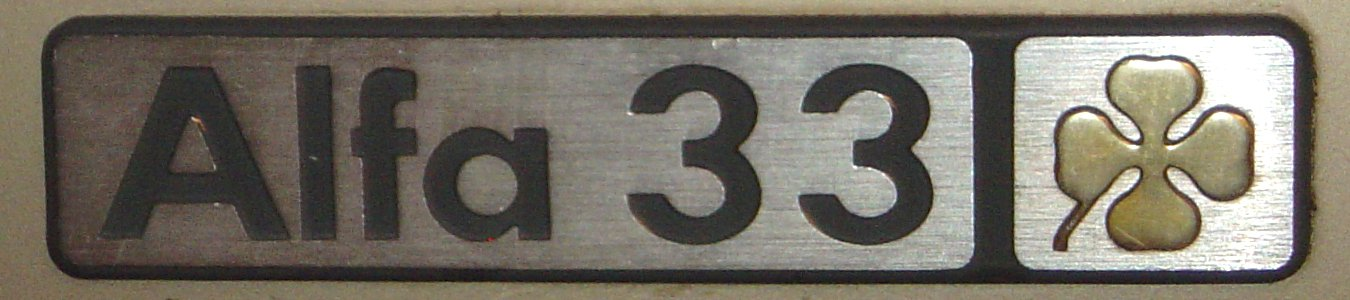
Das Quadrifoglio Oro Logo

Ebenfalls in den 1970er und 1980er Jahren wurden goldene vierblättrige Kleeblattabzeichen verwendet, um die luxuriösesten und am besten ausgestatteten Varianten von Alfa-Romeo-Fahrzeugen mit dem Namen Quadrifoglio Oro („Oro“ italienisch: Gold) zu kennzeichnen. Gold-Versionen gab es vom Alfasud, Alfetta, Alfa 6, 90 und 33. 
In jüngerer Zeit wurde das QV-Zeichen für den 2007er Alfa Romeo 8C Competizione und die Spider-Achtzylinder-Sportwagen wiederbelebt. Mit dem Alfa Romeo MiTo im Jahr 2012 und der Giulietta in den frühen 2010er Jahren etablierte sich das Quadrifoglio Verde wieder als sportlichste Ausstattungsvariante des Sortiments.
Aktuelle Alfa-Romeo-Modelle, die das Quadrifoglio-Emblem tragen, sind die Hochleistungsversionen der Modelle Giulia und Stelvio. Obwohl das Kürzel „V“ für Verde bei diesen Modellen nicht verwendet wird, wird die QV-Abkürzung immer noch häufig informell verwendet, wenn auf sie Bezug genommen wird, beispielsweise beim Alfa Romeo Giulia QV.